# Не горюй!
«Не горюй!» (груз. არ იდარდო!) — советский комедийно-драматический художественный фильм, снятый в 1969 году режиссёром Георгием Данелией. Фильм представляет собой вольную экранизацию романа французского писателя Клода Тилье «Мой дядя Бенжамен», перенесённую в Грузию конца XIX — начала XX века.

## Сюжет
Грузия, конец XIX века. Бенжамен Глонти (Вахтанг Кикабидзе) недавно выучился в Петербурге на врача и вернулся домой в родной город. Он не торопится расплатиться с долгами за обучение и приступить к лечению пациентов, а проводит время в кутежах с друзьями, среди которых адвокат Додо и писарь Лука, являющийся зятем Бенжамена. Содержать его и остальную большую семью приходится его сестре Софико (Софико Чиаурели). Пытаясь вразумить брата женитьбой, она знакомит его с девушкой Мери из состоятельной семьи местного лекаря Цинцадзе, к которой также сватается поручик Ишхнели. Беззаботная жизнь Бенжамена неожиданно осложняется. Он не интересуется женитьбой, а предпочитает встречаться с женой духанщика Марго. Но после прихода Авессалома Шалвовича, который одолжил Бенжамену деньги на обучение в Петербурге и теперь требует их назад, угрожая посадить Глонти в тюрьму, он подчиняется решению Софико. Ситуация усугубляется появлением поручика Алекса Ишхнели, который запрещает Бенжамену видеться с Мери, чем задевает его самолюбие.
В гостях у доктора Левана Бенжамен производит на того впечатление тем, что является таким же беспечным человеком, как и сам Цинцадзе, поэтому он решает выдать Мери именно за Бенжамена. К тому же поручик Ишхнели не нравится Левану своим высокомерием и тем, что промотал наследство родителей, спустив эти деньги на покупку автомобиля.
Идя домой через лес, Бенжамен встречается с самодовольным князем Вамехом Вахвари, который требует от Глонти поклониться ему. Бенжамен отказывается, за что князь приказывает своим слугам избить и связать его, после чего заставляет Бенжамена поцеловать его в зад. Униженный Бенжамен уходит жить в горы. Спустя некоторое время князь Вахвари подавился костью форели, но ни один доктор не хочет его лечить, так как боится издевательств со стороны князя. Бенжамен приходит к князю, объявляет кость ядовитой и обещает помочь ему, но с одним условием: на этот раз сам князь Вахвари должен поцеловать Глонти в зад, чтобы они оба были квиты. Взбешённый князь приказывает слугам убить Бенжамена, но после уговоров со стороны княгини соглашается на условие.
На следующий день весь город узнаёт о том, что князь Вахвари поцеловал Бенжамена в зад. Князь шлёт своего слугу с большой суммой денег в обмен на молчание Бенжамена, но тот отказывается принять их. Присутствующий при этом Авессалом Шалвович выходит из себя и подаёт жалобу на Бенжамена, после чего тот оказывается в тюрьме за неуплату долгов. Спустя некоторое время Софико и Лука выкупают его из тюрьмы, продав дом и переселившись в лесную хижину, где у них рождается ещё один ребёнок.
Бенжамен приходит в гости к Мери, где встречает её вместе с поручиком Ишхнели. Тот начинает грязно оскорблять Софико и её семью, за что Глонти сбрасывает поручика с балкона дома Цинцадзе. Разъярённый поручик вызывает Бенжамена на дуэль. От Мери Бенжамен узнает, что она беременна, а поручик Ишхнели является отцом её будущего ребёнка.
Следующим утром Бенжамен и Лука приходят в лес на дуэль, где их уже ждёт секундант поручика капитан Габриадзе. Тот проверяет пистолеты, как бы невзначай сообщив Луке, у какого из них тугой спуск. В этот момент на коне приезжает Леван Цинцадзе, сообщает, что Мери сбежала из дома вместе с поручиком Ишхнели и умоляет Бенжамена найти и вернуть его дочь. Поручик и Мери готовятся бежать в Тифлис на поезде, навсегда покинув родные места. Купив билеты на поезд, в станционном буфете поручик сталкивается с пьющим шампанское князем Вахвари. Ишхнели требует от обслуживающего князя буфетчика две бутылки сельтерской воды без очереди. Удивлённый таким нахальством князь Вахвари решает узнать, почему поручик относится к нему без должного уважения. Ишхнели обзывает князя хамом, за что получает от него шампанским в лицо. Оскорблённый поручик вызывает князя Вахвари на дуэль. Прямо в здании вокзала поручик убивает князя, но сам получает смертельную рану и погибает. От потрясения у Мери начинаются преждевременные роды, во время которых она умирает.
Через некоторое время Бенжамен приходит к постаревшему и тяжелобольному Левану Цинцадзе, который спрашивает, сколько ему ещё осталось жить. Получив ответ от Бенжамена, Цинцадзе решает устроить последнее застолье в своей жизни, куда приглашает всех своих друзей. Он просит не скорбеть по нему после смерти и оставляет Бенжамену в наследство свой дом. Наступившей зимой Бенжамен усыновляет осиротевшего ребёнка Мери и поручика Ишхнели. Он возвращается с младенцем жить в семью Луки и Софико.

## В ролях
- Серго Закариадзе — Леван Николаевич Цинцадзе, пожилой лекарь
- Вахтанг Кикабидзе — Бенжамен Варламович Глонти, молодой врач
- Софико Чиаурели — Софико, сестра Бенжамена
- Анастасия Вертинская — Мери Цинцадзе, дочь Левана
- Лия Гудадзе — Марго, жена Вано
- Верико Анджапаридзе — мать Коки Каландадзе
- Сесиль Такаишвили — тётя Домна
- Ариадна Шенгелая — княгиня Вахвари
- Георгий Кавтарадзе — Лука, муж Софико, писарь
- Ипполит Хвичиа — Сандро, шарманщик
- Карло Саканделидзе — Додо, адвокат
- Давид Абашидзе — князь Вамех Вамехович Вахвари
- Котэ Даушвили — отец Гермоген
- Евгений Леонов — Егор, отставной солдат
- Сергей Филиппов — Эрос, цирюльник
- Абессалом Лория — Савле, аптекарь
- Леван Шамилов — Варлам, сын Софико
- Ия Нинидзе — Цицино, дочь Софико
- Нана Канделаки — Като, дочь пациентки, больной малярией
- Баадур Цуладзе — Вано, духанщик
- Мераб Кокочашвили — поручик Алекс Ишхнели (озвучивает Феликс Яворский)
- Гия Бадридзе — капитан Габриадзе, секундант на несостоявшейся дуэли
- Давид Кобахидзе — Авессалом Шалвович, кредитор
- Фрунзик Мкртчян — турок-контрабандист
- Зураб Капианидзе — слуга князя Вахвари
- Александре Купрашвили — Коста, внук пациента Бенжамена
- Виктор Дейсадзе — тюремный надзиратель
- Ираклий Нижарадзе — Пётр, муж тёти Домны
- Реваз Барамидзе — Кока Каландадзе, пациент Бенжамена
- Григол Талаквадзе — Ванечка, барабанщик
- Екатерина Верулашвили — Тамара, жена Ванечки
- Марика Чичинадзе — дочь князя Вахвари
- Георгий Данелия — офицер на станции
- Рене Хобуа — (вымышленный актёр)
- Джемал Гаганидзе — мельник

## Музыка
В конце последней встречи друзей у Левана (Серго Закариадзе) Бенжамен поёт грузинскую церковную песню «Шен хар венахи…» («Ты еси лоза») Эту же песню Серго Закариадзе поёт в фильме «Отец солдата», в эпизоде, где в Германии он нашёл виноградник.